# 诗三家义集疏
《诗三家义集疏》，初名为《三家诗义通绎》，是对三家《诗》之研究最为完备深入的著作，作者王先谦。写至《魏风·硕人》作者暂时停笔。1913年，全书接近完工，序列也撰写完毕；1915年书籍面世。

### 脚注
1. ↑  段少华 2008，第16頁
2. ↑  黄忠慎 2010，第128頁

### 文献
- 段少华, , 《河西学院学报》 24 (4), 2008, 24 (4): 22–24.  [2017-09-11], ISSN 1672-0520, doi:10.13874/j.cnki.62-1171/g4.2008.04.020, （原始内容存档于2017-09-11）.
- 黄忠慎, , 《辽东学院学报（社会科学版）》 12 (5), 2010, 12 (5): 127–133.  [2017-09-21], ISSN 1672-8572, doi:10.14168/j.issn.1672-8572.2010.05.021, （原始内容存档于2017-09-21）.